# Грабчик, Франтишек
Франтишек Грабчик (чеш. František Hrabčík; 30 ноября 1894[…], Годоланец, Цислейтания — 28 июля 1967, Прага) — чехословацкий военный деятель, дивизионный генерал (1935).

## Биография
Родился 30 ноября 1894 года в городе Годоланец (чеш. Hodolany) маркграфства Моравия Цислейтании Австро-Венгерской империи (ныне район Статутного города Оломоуц.
Окончил реальную гимназию в Оломоуце в 1913 году. В 1915 году окончил Военно-техническую академию в Вене.
Участвовал в Первой мировой войне, с марта 1915 года командовал ротой в 32-м пехотном полку Вооружённых сил Австро-Венгрии, был ранен. 21 июля 1916 года под Берестечко попал в плен и был помещён в лагерь в Борисполе.
В 1917 году приглашён в Чехословацкий корпус, зачислен командиром 4-й роты 6-го стрелкового полка им. Ганецкого. Учился на офицерских курсах. В октябре назначен командиром 6-й роты 1-го пражского полка им. Яна Гуса, который следовал на Дальний Восток для переправки во Францию. С марта 1918 года — офицер штаба Чехословацкого корпуса.
Летом в Кургане участвовал в восстании Чехословацкого корпуса, возглавил отряд из 100 добровольцев, в ходе боёв в составе колонны штабс-капитана Дмитрия Николаевича Панкова овладел бронепоездом. В качестве командира бронепоезда в июле 1918 участвовал в боях на станции 1-я Синарская и п. Каменский Завод (ныне г. Каменск-Уральский) и в боях за Богданович. В середине августа 1918 отряд, в котором осталось лишь 20 бойцов. влился в 3-й Степной Сибирский полк.
14 сентября 1918 года в Кургане стал объектом покушения, в него была брошена бомба, упавшая на проезжую часть. В 1932 в совершении этого покушения признался Степан Предеин (род. 1888, с. Чернавское, член РКП(б) в 1917—1923 гг.). 
С сентября 1918 года Грабчик командовал пулемётным отрядом, а с октября 1918 года — пехотной ротой  1-го чехословацкого стрелкового полка Яна Гуса.
В начале 1919 года был направлен на курсы Академии генерального штаба в Томск, там получил чин капитана. С мая 1919 года назначен начальником оперативного отдела штаба 2-й стрелковой дивизии Чехословацкого корпуса, с ноября – заместителем начальника штаба — генеральным квартирмейстером корпуса. 
В 1920 году, после заключения договора, предусматривавшего неучастие чехословацких военных в Гражданской войне, подполковник Грабчик вернулся на родину. В 1920—1922 годах учился в Парижской военной академии.
C 18 октября 1922 года по 30 сентября 1923 года — командир 5-го пехотного полка, г. Прага.
С ноября 1923 года по 15 сентября 1925 года — начальник штаба командования сухопутных войск Чехии, г. Прага (Zemské vojenské velitelství pro Čechy).
С 15 сентября 1925 года по октябрь 1926 года — начальник штаба командования сухопутных войск в Праге (Zemské vojenské velitelství v Praze).
С ноября 1926 года по сентябрь 1929 года — заместитель начальника военной школы в Праге.
В 1929—1932 годах — начальник военной школы в Праге.
С августа 1932 года по декабрь 1933 года — командир 1-й горной бригады, г. Ружомберок (1. horská brigáda).
С декабря 1933 года по октябрь 1934 года — командир 9-й дивизии, г. Братислава (9. divise).
С октября 1934 года по октябрь 1935 года — начальник курсов для высших командиров, г. Прага.
С 15 октября 1935 года по сентябрь 1936 года — командир 6-го корпуса, г. Кошице (VI. sbor).
С декабря 1936 года по сентябрь 1938 года — начальник курса для высших командиров, Прага
В сентябре — октябре 1938 года, когда было подписано Мюнхенское соглашение между Германией, Великобританией и Францией о передаче Чехословакией Германии Судетской области, Грабчик находился в составе военной миссии в Париже.
С октября 1938 года по март 1939 года — руководитель Чехословацко-польской делимитационной комиссии (урегулирование Тешинского конфликта), п. Мистек (чеш. Místek).
С марта по сентябрь 1939 работал в комиссии по ликвидации министерства (přednosta Umísťovací komise ministerstva v likvidaci).
С сентября по декабрь 1939 года — заместитель министра народной обороны в период ликвидации министерства (zástupce ministra Ministerstva národní obrany v likvidaci).
Во время Второй мировой войны участвовал в движении Сопротивления. Руководил боевой группой во время в ходе Пражского восстания в мае 1945 года.
В 1945-1946 годах возглавлял чехословацкую миссию в Союзной контрольной комиссии.
С 1 февраля 1946 года по 1 февраля 1947 года — командир 5-го корпуса (V. sbor). Затем был начальником военно-исторического института. Уволен в отставку 1 июня 1948 года.
Дивизионный генерал Франтишек Грабчик умер 28 июля 1967 года в городе Праге Чешской Социалистической Республики Чехословацкой Социалистической Республики, ныне Чешская Республика.

## Награды
- Орден Сокола, 1919 год
- Чехословацкий Военный крест, 1920 год
- Чехословацкий Военный крест, 1946 год
- Чехословацкая революционная медаль (чеш. Československá revoluční medaile), 1920 год
- Медаль Победы, 1921 год
- Орден «За выдающиеся заслуги», Великобритания, 1920 год
- Офицер ордена Почётного легиона, Франция, 1928 год
  - Кавалер ордена Почётного легиона, Франция, 1924 год
- Командорский Крест ордена Короны Румынии, Румыния, 1926 год
- Великий офицер ордена Звезды Румынии, Румыния, 1930 год
- Командор ордена Трёх звёзд, Латвия, 1928 год
- Командорский крест ордена Великого князя Литовского Гядиминаса, Литва, 1928
- Большой командорский крест ордена Витаутаса Великого, Литва, 1930 год

## Воинские звания
- 15.03.1915 — поручик, Вооружённые силы Австро-Венгрии
- 25.02.1919 — капитан, Чехословацкий корпус
- 04.10.1919 — майор, Чехословацкий корпус
- 16.04.1920 — подполковник, Чехословацкий корпус
- 18.08.1920 — подполковник генерального штаба Чехословакии
- 28.06.1923 — полковник генерального штаба
- 21.02.1929 — бригадный генерал
- 16.02.1935 — дивизионный генерал